# Holland River
Holland River är ett vattendrag i Kanada.   Det ligger i provinsen Ontario, i den sydöstra delen av landet, 300 km väster om huvudstaden Ottawa.
Omgivningarna runt Holland River är en mosaik av jordbruksmark och naturlig växtlighet. Runt Holland River är det ganska tätbefolkat, med 120 invånare per kvadratkilometer.